# Województwo białostockie (II Rzeczpospolita)

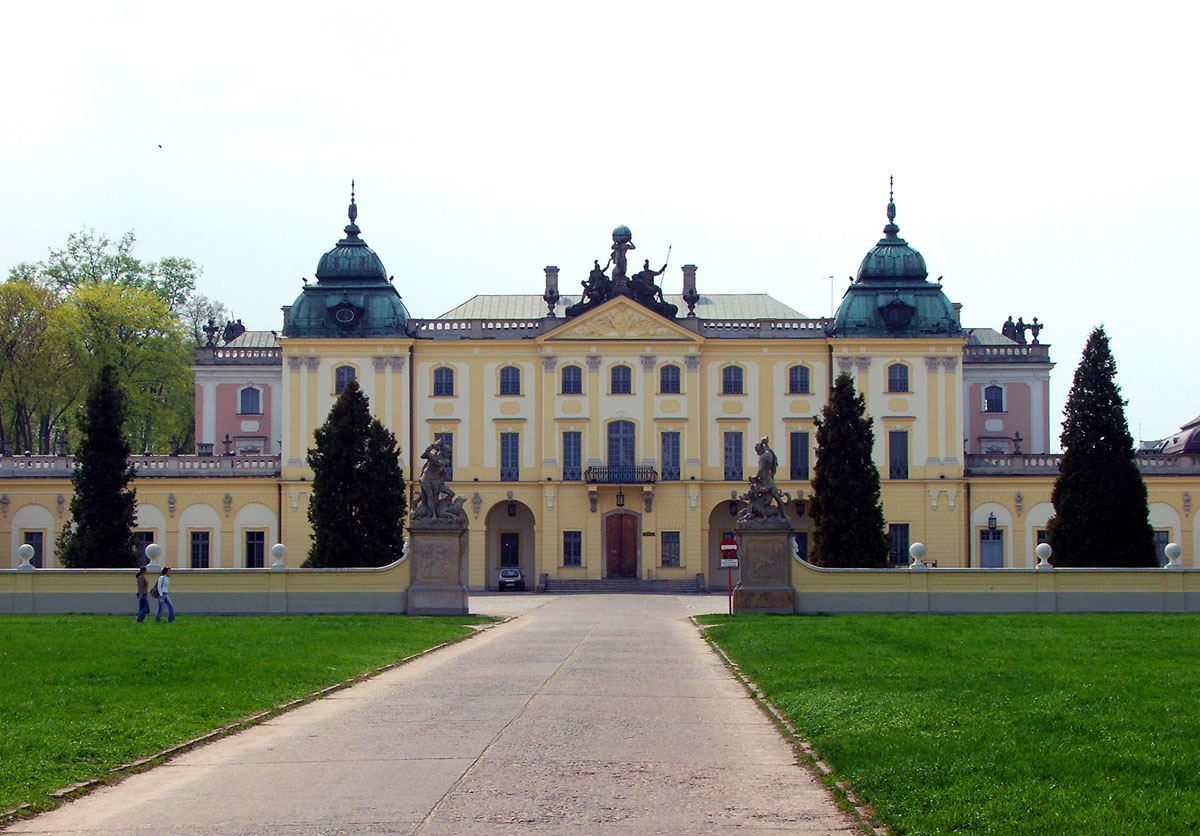
Urząd Wojewódzki Białostocki w Białymstoku – widok współczesny

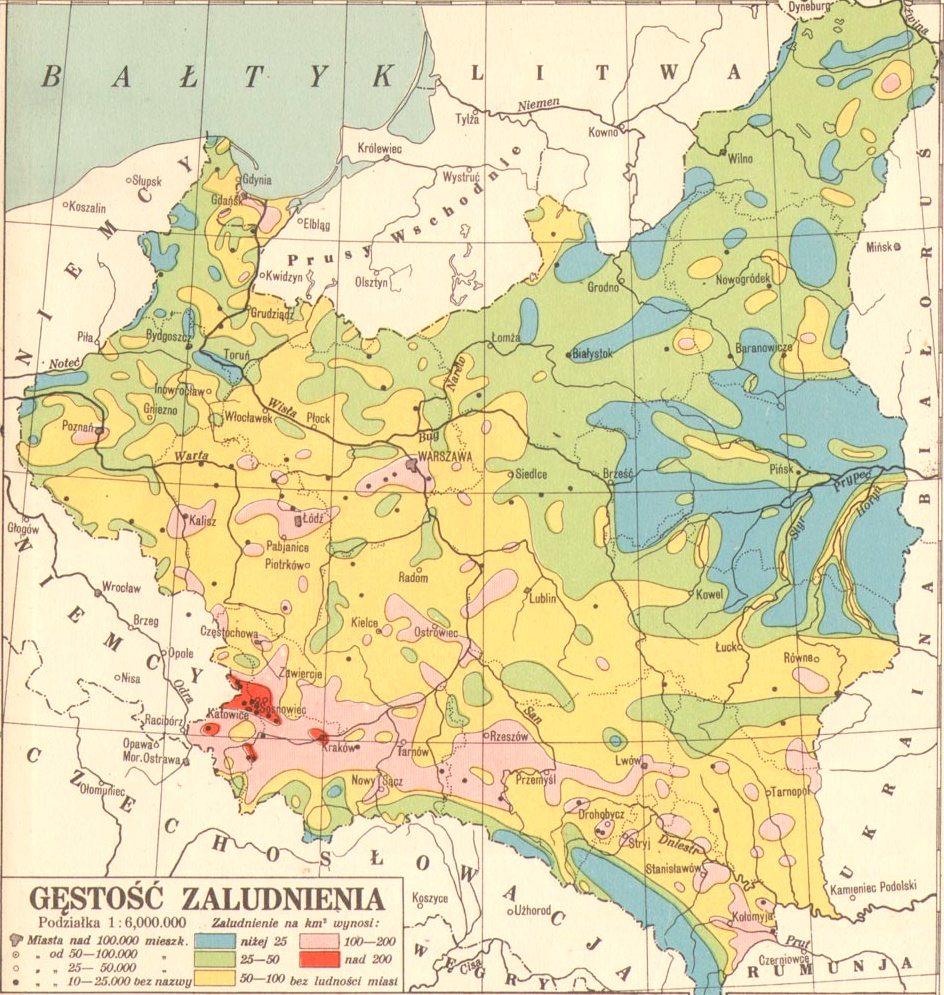
Polska, gęstość zaludnienia, 1931

Województwo białostockie – województwo II Rzeczypospolitej istniejące w latach 1919–1939 ze stolicą w Białymstoku.
Województwo zostało utworzone 14 sierpnia 1919 roku. Powiaty grodzieński, wołkowyski i białowieski zostały przyłączone 19 lutego 1921 roku. Województwo obejmowało w przybliżeniu obszar współczesnego województwa podlaskiego i zachodnią część obwodu grodzieńskiego na Białorusi.
Województwo graniczyło od północnego wschodu z wileńskim, od wschodu z nowogródzkim, od południowego wschodu z poleskim, od południa z lubelskim, od zachodu z warszawskim, oraz od północnego zachodu z Niemcami (Prusami Wschodnimi) i od północy z Litwą. Głównymi miastami województwa były Białystok, Grodno, Łomża, Suwałki, Ostrów Mazowiecka, Wołkowysk, Ostrołęka i Augustów.

## Podział administracyjny
Powierzchnia powiatów według stanu na 1939 r., w przypadku wcześniejszego zniesienia lub zmiany przynależności wojewódzkiej powiatu na ostatni rok istnienia w ramach danego województwa. Liczba ludności na podstawie spisu powszechnego z 1931 r., w przypadku powiatów zniesionych lub przeniesionych przed tą datą, dane ze spisu powszechnego z 1921 r.
| Powiat                      | Powierzchnia (km²) | Liczba mieszkańców | Siedziba (liczba mieszkańców) |
| --------------------------- | ------------------ | ------------------ | ----------------------------- |
| augustowski                 | 2035               | 74 800             | Augustów (12 147)             |
| białostocki                 | 3079               | 140 100            | Białystok (91 335)            |
| Białystok (od 1928)         | 39                 | 91 335             | Białystok (91 335)            |
| białowieski (1921-22)       | 1602               | 14 353             | Białowieża (1064)             |
| bielski                     | 4989               | 204 500            | Bielsk (7029)                 |
| grodzieński (od 1921)       | 4459               | 213 100            | Grodno (49 932)               |
| kolneński (do 1932)         | 1528               | 63 656             | Kolno (5285)                  |
| łomżyński (do 1939)         | 2657               | 168 200            | Łomża (25 065)                |
| ostrołęcki (do 1939)        | 2281               | 112 600            | Ostrołęka (13 438)            |
| ostrowski (do 1939)         | 1467               | 99 800             | Ostrów Mazowiecka (17 611)    |
| sejneński (do 1925)         | 795                | 19 699             | Sejny (2254)                  |
| sokólski                    | 2333               | 103 100            | Sokółka (6382)                |
| suwalski                    | 2246               | 110 100            | Suwałki (21 957)              |
| szczuczyński (od Szczuczyn) | 1451               | 68 200             | Grajewo (9036)                |
| wołkowyski (od 1921)        | 3938               | 171 300            | Wołkowysk (15 136)            |
| wysokomazowiecki            | 1467               | 87 000             | Wysokie Mazowieckie (3977)    |

## Populacja
Według spisu ludności z 1921 roku całkowita populacja wynosiła 1 305 284 osób.
Podział ludności według narodowości:
- Polacy – 76,9%; 1 004 370
- Żydzi – 12,5%; 162 912
- Białorusini – 9,1%; 119 392
- Rosjanie – 0,54%; 7019
- Litwini – 0,53%; 6872
- Niemcy – 0,32%; 4117

Podział ludności według wyznań:
- rzymskokatolickie – 68,5%; 894 227
- prawosławne – 15,1%; 197 392
- mojżeszowe – 14,9%; 193 963
- ewangelickie – 1%; 13 075
- starowiercy – 0,36%; 4690

Według spisu ludności z 1931 roku całkowita populacja wynosiła 1 646 844.
- Polacy – 1 182 259 (71,79%)
- Białorusini – 205 590 (12,48%)
- Żydzi – 194 935 (11,84%)
- Rosjanie – 35 148 (2,13%)
- inni – 28 912 (1,76%)

Wśród innych było 2632 to Ukraińców, 29 – Czechów, 13 085 (0,79%) – Litwinów, 7290 (0,44%) – Niemców, 390 – innym językiem, 1713 osób nie określiło swej narodowości. 172 164 (10,45%) posługiwało się językiem jidisz, 22 771 (1,38%) – hebrajskim.
1 114 077 (67,65%) mieszkańców było wyznania rzymskokatolickiego albo ormiańskokatolickiego, 1491 było wyznania greckokatolickiego, 304 667 (18,50%) było wyznania prawosławnego, 11 526 (0,70%) wyznania ewangelicko-augsburskiego, 704 ewangelicko-reformowanego, 37 ewangelicko-unijnego, 2981 ewangelickiego bez bliższego określenia, 8814 innych wyznań chrześcijańskich, 197 365 (11,98%) wyznania mojżeszowego, 687 innych niechrześcijańskich, 109 o nieokreślonej przynależności religijnej bądź bezwyznaniowcy, 1386 osób nie podało religii.

### Struktura demograficzna województwa białostockiego w 1931 r.[3]
Liczba ludności (dane z 9 grudnia 1931):
|        | Ogółem    | Ogółem | Kobiety | Kobiety | Mężczyźni | Mężczyźni |
| osób   | %         | osób   | %       | osób    | %         |           |
| ------ | --------- | ------ | ------- | ------- | --------- | --------- |
| Ogółem | 1 643 844 | 100    | 846 467 | 51,49   | 797 377   | 48,51     |
| Miasto | 396 060   | 24,09  | 209 234 | 12,73   | 186 826   | 11,37     |
| Wieś   | 1 247 784 | 75,91  | 637 233 | 38,76   | 610 551   | 37,14     |

▶Wieś vs ▶miasto
Ogółem (▶k, ▶m)
Miasto (▶k, ▶m)
Wieś (▶k, ▶m)

### Ludność województwa białostockiego w 1931 r. w powiatach według deklarowanego języka ojczystego[8]
| Powiat             | Łącznie   | Polacy        | Białorusini  | Żydzi        | inni         |
| ------------------ | --------- | ------------- | ------------ | ------------ | ------------ |
| augustowski        | 70 943    | 68 674 (97%)  | 104 (0%)     | 4231 (1%)    | 1742 (2%)    |
| Białystok (miasto) | 91 101    | 46 386 (51%)  | 518 (1%)     | 38 790 (43%) | 5407 (6%)    |
| białostocki        | 140 078   | 116 709 (83%) | 9632 (7%)    | 10 914 (8%)  | 2823 (2%)    |
| bielski            | 202 410   | 111 377 (55%) | 57 817 (29%) | 18 261 (9%)  | 14 955 (7%)  |
| grodzieński        | 213 105   | 101 089 (47%) | 63 731 (30%) | 35 354 (17%) | 12 931 (6%)  |
| łomżyński          | 168 167   | 146 308 (87%) | 47 (0%)      | 21 203 (13%) | 609 (0%)     |
| ostrołęcki         | 112 587   | 104 341 (93%) | 14 (0%)      | 8013 (7%)    | 219 (0%)     |
| ostrowski          | 99 741    | 85 925 (86%)  | 21 (0%)      | 12 227 (12%) | 1568 (2%)    |
| sokólski           | 103 135   | 92 816 (90%)  | 1606 (2%)    | 8133 (8%)    | 580 (1%)     |
| suwalski           | 110 124   | 85 707 (78%)  | 36 (0%)      | 8026 (7%)    | 16 355 (15%) |
| szczuczyński       | 68 215    | 60 935 (89%)  | 28 (0%)      | 6910 (10%)   | 342 (1%)     |
| wołkowyski         | 171 327   | 83 111 (49%)  | 71 984 (42%) | 13 082 (8%)  | 3150 (2%)    |
| wysokomazowiecki   | 89 103    | 78 881 (89%)  | 52 (0%)      | 9791 (11%)   | 379 (0%)     |
| Ogółem (tys.):     | 1 640 036 | 1182,3 (72%)  | 205,6 (13%)  | 191,1 (12%)  | 61,0 (4%)    |

## Wojewodowie białostoccy
- Stefan Bądzyński 1 lutego 1920 – 18 października 1920
- Stefan Popielawski 3 listopada 1920 – 12 lipca 1924
- Marian Rembowski 12 sierpnia 1924 – 24 listopada 1927
- Karol Kirst 24 listopada 1927 – 10 lipca 1930
- Marian Zyndram-Kościałkowski 10 lipca 1930 – 8 marca 1934
- Stanisław Michałowski 8 marca 1934 – 29 września 1934 (p.o)
- Stefan Pasławski 29 września 1934 – 14 lipca 1936
- Stefan Kirtiklis 17 lipca 1936 – 9 września 1937
- Henryk Ostaszewski 9 listopada 1937 – 10 września 1939 (do 22 grudnia 1937 p.o.)

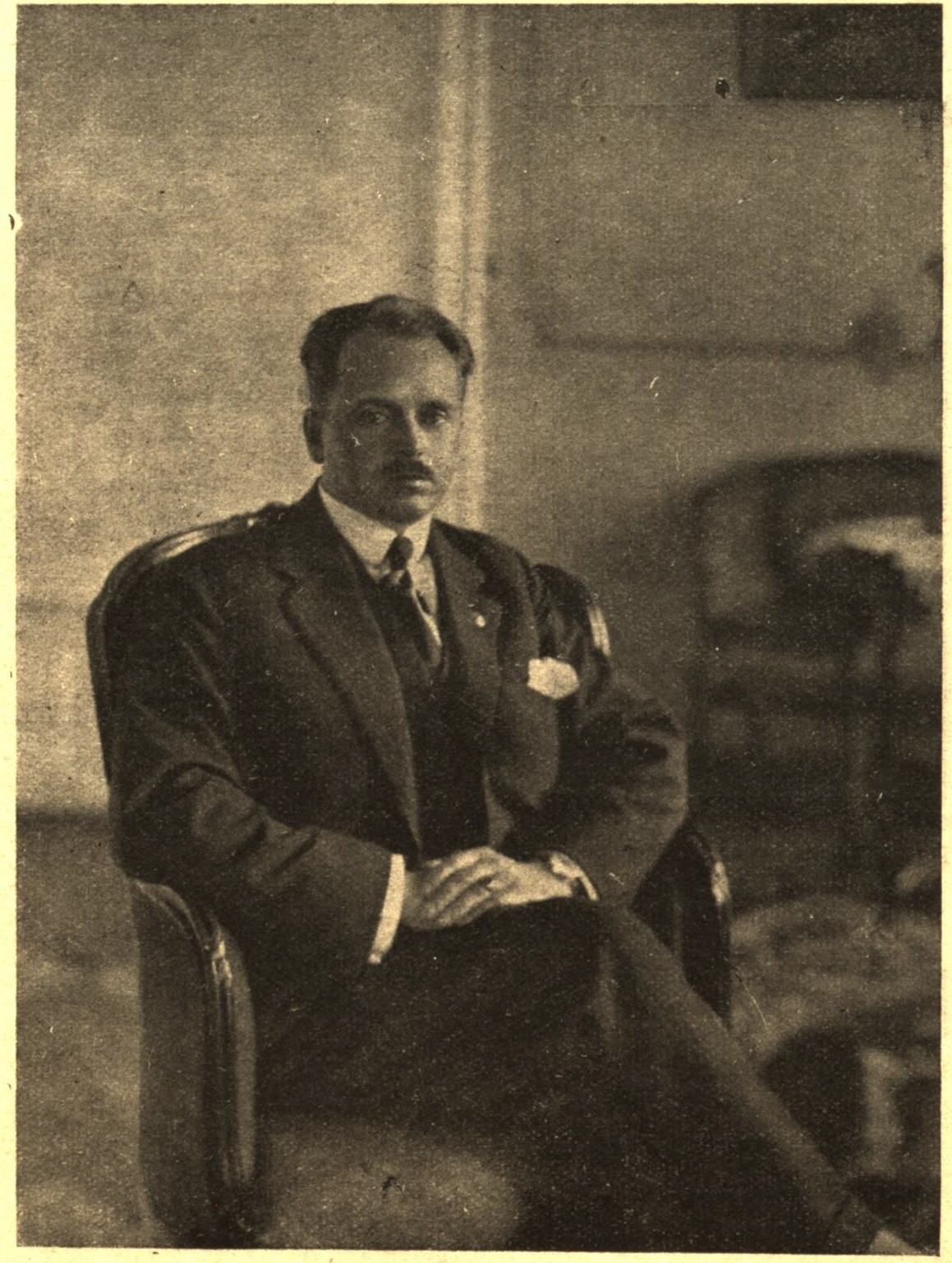
Marian Zyndram-Kościałkowski jako wojewoda białostocki w 1931 roku

Wicewojewodowie
- Stanisław Michałowski (1932-)[12]
- Alfons Zgrzebniok (1934-1937)

## Miejscowości o charakterze miejskim

### Definicje
W latach międzywojennych istniały trzy rodzaje jednostek osadniczych o charakterze topograficznie miejskim: miasto, miasteczko i osada miejska. Na terenie woj. białostockiego występowały wyjątkowo wszystkie trzy formy.
Określenie miasto miało trojakie znaczenie. Mogło odnosić się wyłącznie do charakteru prawnego miejscowości (a więc typu jednostki administracyjnej), co nie znaczyło automatycznie że „miasto administracyjne” faktycznie posiadało prawa miejskie. Podstawą zaliczenia danej miejscowości do grupy miast było tzw. kryterium administracyjne, jako najwięcej odpowiadające rozwojowi stosunków i życia. Mimo że większość miast prawnych prawa miejskie posiadała, wiele z nich miało zaledwie prawa miasteczka (w woj. białostockim Indura, Skidel, Świsłocz i Zelwa), a niektóre miasta (Nisko, Borysław, Tustanowice) były wręcz wsiami.
Odwrotnie wiele miasteczek, a nawet miast – a więc faktycznie posiadających prawa miasteczka bądź prawa miejskie – były wsiami w gminach wiejskich. Jednostki te w ogólnych publikacjach nie są zaliczane do miast (a więc nie wpływają na liczbę miast województwa), co jednak lekceważy fakt posiadania praw miasteczka/praw miejskich (poniższa tabela je uwzględnia z zachowaną dystynkcją).
Wreszcie, niektóre miejscowości posiadały w nazwie wyraz Miasto – pisany wielką literą – mimo braku praw miejskich (np. Pruchnik Miasto, Waręż Miasto, Tartaków Miasto). Wyraz ten stanowił integralną część nazwy miejscowości (choć nie przesądzał bynajmniej jej charakteru topograficznego) aby odróżnić ją od innej (topograficznie wiejskiej) miejscowości o identycznej nazwie w tej samej okolicy (np. Pruchnik-Wieś, Waręż-Wieś, Tartaków-Wieś).
Na terenach byłego Królestwa Kongresowego istniały dodatkowo tzw. osady miejskie. Była to kategoria osiedli o charakterze miejskim utworzona przez zaborcze władze rosyjskie z miejscowości, „które chociaż nazywały się miastami, jednakże z powodu nieznacznej liczby mieszkańców, małego rozwoju przemysłu i niedostateczności dochodów, w rzeczywistości nie miały znaczenia miast”. W praktyce były to miejscowości (388 z 452 istniejących wówczas miast), którym odebrano prawa miejskie, w zamian obdarzając je czysto honorowym mianem osady, pozwalającym lokalnej społeczności na wyróżnianie się spośród wsi, lecz nie dającym żadnych dodatkowych praw.
W przeciwieństwie do istniejących na ziemiach wschodnich miasteczek, które miały swój własny ustrój miasteczkowy, na terenach byłego Królestwa Kongresowego istniały tzw. osady miejskie, które zostały poddane mocy obowiązującej ukazu z 19 lutego 1864 o urządzeniu gmin wiejskich. Tak więc zarówno miasteczka, jak i osady miejskie stanowiły kategorię pośrednią między miastem a wsią, lecz według prawa osady były formalnie wsiami, natomiast miasteczka posiadały odrębny status.

### Charakter prawny miast
Za II Rzeczypospolitej w poczet miast (gmin miejskich) zaliczano różne grupy miejscowości zależnie od obszaru dawnego zaboru, w których się znajdowały.
Charakter prawny miejscowości położonych na terenie tzw. województw centralnych został uregulowany dekretem Naczelnika Państwa z 4 lutego 1919 o samorządzie miejskim, według którego za miasta prawne uznano 150 miejscowości (w tym 12 w woj. białostockim). Dekret ten nie objął początkowo trzech powiatów byłej guberni suwalskiej, które weszły w skład RP (augustowskiego, sejneńskiego i suwalskiego) oraz czterech powiatów z byłej guberni siedleckiej (bialskiego, konstantynowskiego, radzyńskiego i włodawskiego), podlegających do końca 1918 roku pod Ober-Ost; nie objął też trzech powiatów byłej guberni grodzieńskiej (białostockiego, bielskiego i sokólskiego), które w 1919 roku przyłączono do województwa białostockiego. Działanie dekretu o samorządzie miejskim na miejscowości w wymienionych powiatach rozciągnięto trzema osobnymi rozporządzeniami: z 25 września 1919, 13 października 1919 i 22 października 1919 (brak rozporządzenia dotyczącego b. guberni suwalskiej); łącznie za miasta uznano 31 miejscowości, a jednemu – Orli – odebrano prawa miejskie z dniem 22 października 1919. Podczas przeprowadzania spisu ludności w 1921 roku istniało na terenie województw centralnych kilkanaście miejscowości o nieuregulowanym charakterze prawnym. Były to miejscowości, którym samorząd miejski został nadany przez okupanta, a które nie zostały wymienione w dekrecie z 4 lutego 1919. Dla wszystkich (oprócz czterech, m.in. Nowogrodu w woj. białostockim) sprawa charakteru prawno-administracyjnego została zadecydowana, albo przez skasowanie ustroju miejskiego, albo przez zaliczenie do miast na mocy indywidualnych rozporządzeń wydanych na podstawie ustawy z 20 lutego 1920 roku.
Inne zasady dotyczyły trzech powiatów byłej guberni grodzieńskiej – białowieskiego, grodzieńskiego i wołkowyskiego – przyłączonych do woj. białostockiego w 1921 roku na mocy traktatu ryskiego, gdzie miastami prawnymi mogły być wyjątkowo miasteczka (a więc miejscowości nie posiadające praw miejskich per se – Indura, Skidel, Świsłocz i Zelwa). Sprawę charakteru prawnego miejscowości w tych trzech powiatach tak jak na obszarze województw wschodnich byłego zaboru rosyjskiego regulowały odrębne rozporządzenia Zarządu Cywilnego Ziem Wschodnich, lecz przepisy te były tylko częściowo wykonywane. Ostatecznie za miasta w tej części woj. białostockiego uznano wszystkie miejscowości posiadające w 1924 roku prawa miejskie bądź te miejscowości o prawach miasteczka, które liczyły ponad 2000 mieszkańców. Jednakże Główny Urząd Statystyczny (na którego danych poniższa tabela jest utworzona) oparł wykaz nie na stanie faktycznym, lecz na obowiązujących przepisach prawno-administracyjnych. Stąd:
- Za miasta uznano wszelkie miejscowości, które za czasów rosyjskich posiadały ustrój miejski, o ile liczą (w 1924 roku) więcej niż 4000 mieszkańców
- Za miasteczka uznano wszelkie miejscowości o charakterze miasteczkowym z liczbą mieszkańców (w 1924 roku) od 2000 do 4000 mieszkańców
- Za miasta/miasteczka uznano także wszelkie inne miejscowości, na które ustawa miejska (względnie tymczasowa ustawa miejska) została rozciągnięta indywidualnymi rozporządzeniami Komisarza Generalnego Ziem Wschodnich[30]

W poniższej tabeli umieszczono wszystkie miasta, miasteczka (obu typów) i osady miejskie województwa białostockiego (stan na 1924 rok) z podziałem na charakter prawny (rodzaj jednostki administracyjnej) i przywileje (prawa miejskie/miasteczka). W późniejszych latach część najmniejszych miast status miejski utraciła; w wykazie oznaczono (►) miasta, które w 1937 roku były już wsiami.

### Wykaz miejscowości
Stan ludności: na 30 czerwca 1921 roku (niezależnie od statusu jednostki w 1921 roku)

Główne źródło: Skorowidz miejscowości Rzeczypospolitej Polskiej – Tom V – Województwo Białostockie, Główny Urząd Statystyczny Rzeczypospolitej Polskiej, Warszawa 1924

Źródła uzupełniające: Dzienniki Ustaw, przedstawione w przypisach

► = status miejski utracony przed 1937 rokiem
| Herb | Miejscowość                 | Charakter prawny       | Przywileje    | Powiat           | Gmina              | Liczba mieszk. |
| ---- | --------------------------- | ---------------------- | ------------- | ---------------- | ------------------ | -------------- |
|      | Andrzejewo                  | wieś w gm. wiejskiej   | osada miejska | ostrowski        | Warchoły           | 985            |
|      | Augustów                    | miasto                 | miasto        | augustowski      | –                  | 8762           |
|      | Bakałarzewo                 | wieś w gm. wiejskiej   | osada miejska | suwalski         | Wólka              | 705            |
|      | Białystok                   | miasto                 | miasto        | białostocki      | –                  | 76 792         |
|      | Bielsk                      | miasto                 | miasto        | bielski          | –                  | 4759           |
|      | Boćki                       | miasto ►               | miasto        | bielski          | –                  | 1719           |
|      | Brańsk                      | miasto                 | miasto        | bielski          | –                  | 3739           |
|      | Brok                        | miasto                 | miasto        | ostrowski        | –                  | 2653           |
|      | Brzostowica Wielka          | m-ko w gm. wiejskiej   | miasteczko    | grodzieński      | Brzostowica Wielka | 1371           |
|      | Choroszcz                   | miasto                 | miasto        | białostocki      | –                  | 2405           |
|      | Ciechanowiec (Lewobrzeżny)  | miasto                 | miasto        | bielski          | –                  | 3291           |
|      | Ciechanowiec (Prawobrzeżny) | wieś w gm. wiejskiej   | osada miejska | wysokomazowiecki | Klukowo            | 1658           |
|      | Czerwin                     | wieś w gm. wiejskiej   | osada miejska | ostrołęcki       | Czerwin            | 362            |
|      | Czyżewo                     | wieś w gm. wiejskiej   | osada miejska | ostrowski        | Dmochy-Glinki      | 1835           |
|      | Dąbrowa                     | miasto                 | miasto        | sokólski         | –                  | 3014           |
|      | Drohiczyn                   | miasto                 | miasto        | bielski          | –                  | 1972           |
|      | Druskieniki                 | miasto                 | miasto        | grodzieński      | –                  | 989            |
|      | Filipów                     | wieś w gm. wiejskiej   | osada miejska | suwalski         | Filipów            | 1554           |
|      | Goniądz                     | miasto                 | miasto        | białostocki      | –                  | 2642           |
|      | Goworowo                    | wieś w gm. wiejskiej   | osada miejska | ostrołęcki       | Goworowo           | 1187           |
|      | Grajewo                     | miasto                 | miasto        | szczuczyński     | –                  | 7346           |
|      | Grodno                      | miasto                 | miasto        | grodzieński      | –                  | 34 694         |
|      | Gródek                      | m-ko w gm. wiejskiej   | miasteczko    | białostocki      | Gródek             | 2081           |
|      | Indura                      | miasto                 | miasteczko    | grodzieński      | –                  | 2323           |
|      | Izabelin                    | m-ko w gm. wiejskiej   | miasteczko    | wołkowyski       | Izabelin           | 676            |
|      | Jabłonka Kościelna          | wieś w gm. wiejskiej   | osada miejska | wysokomazowiecki | Wysokie Maz.       | 248            |
|      | Jałówka                     | m-ko w gm. wiejskiej   | miasteczko    | wołkowyski       | Jałówka            | 1211           |
|      | Janów                       | m-ko w gm. wiejskiej   | miasteczko    | sokólski         | Janów              | 1509           |
|      | Jedwabne                    | wieś w gm. wiejskiej   | osada miejska | kolneński        | Jedwabne           | 1222           |
|      | Jeziory                     | m-ko w gm. wiejskiej   | miasteczko    | grodzieński      | Jeziory            | 1755           |
|      | Kamionka                    | m-ko w gm. wiejskiej   | miasteczko    | grodzieński      | Kamionka           | 569            |
|      | Kleszczele                  | miasto                 | miasto        | bielski          | –                  | 1452           |
|      | Knyszyn                     | miasto                 | miasto        | białostocki      | –                  | 3579           |
|      | Kolno                       | miasto                 | miasto        | kolneński        | –                  | 4494           |
|      | Korycin                     | m-ko w gm. wiejskiej   | miasteczko    | sokólski         | Korycin            | 603            |
|      | Krynki                      | miasto                 | miasto        | grodzieński      | –                  | 5206           |
|      | Kuźnica                     | m-ko w gm. wiejskiej   | miasteczko    | sokólski         | Kuźnica            | 1075           |
|      | Lipsk nad Biebrzą           | wieś w gm. wiejskiej   | osada miejska | augustowski      | Lipsk              | 1058           |
|      | Łapy                        | wieś w gm. wiejskiej   | osada miejska | wysokomazowiecki | Poświętne          | 3495           |
|      | Łomża                       | miasto                 | miasto        | łomżyński        | –                  | 22 014         |
|      | Łopienica Mała              | m-ko w gm. wiejskiej   | miasteczko    | wołkowyski       | Izabelin           | 240            |
|      | Łunna                       | m-ko w gm. wiejskiej   | miasteczko    | grodzieński      | Łunna              | 1884           |
|      | Łysków                      | m-ko w gm. wiejskiej   | miasteczko    | wołkowyski       | Łysków             | 899            |
|      | Michałowo                   | m-ko w gm. wiejskiej   | miasteczko    | białostocki      | Michałowo          | 2176           |
|      | Mielnik                     | miasto ►               | miasto        | bielski          | –                  | 1091           |
|      | Milejczyce                  | m-ko w gm. wiejskiej   | miasteczko    | bielski          | Milejczyce         | 1180           |
|      | Mosty                       | m-ko w gm. wiejskiej   | miasteczko    | grodzieński      | Mosty              | 1519           |
|      | Mścibów                     | m-ko w gm. wiejskiej   | miasteczko    | wołkowyski       | Mścibów            | 1051           |
|      | Myszyniec                   | wieś w gm. wiejskiej   | osada miejska | ostrołęcki       | Myszyniec          | 1872           |
|      | Narew                       | miasto ►               | miasto        | bielski          | –                  | 963            |
|      | Narewka Mała                | m-ko w gm. wiejskiej   | miasteczko    | białowieski      | Masiewo            | 1205           |
|      | Niemirów                    | m-ko w gm. wiejskiej   | miasteczko    | bielski          | Radziwiłłówka      | 777            |
|      | Nowogród                    | wieś w gm. wiejskiej   | osada miejska | łomżyński        | Nowogród           | 1856           |
|      | Nowy Dwór                   | miasto ►               | miasto        | sokólski         | –                  | 1222           |
|      | Nowy Dwór                   | m-ko w gm. wiejskiej   | miasteczko    | wołkowyski       | Porozów            | 646            |
|      | Nur                         | wieś w gm. wiejskiej   | osada miejska | ostrowski        | Nur                | 1363           |
|      | Odelsk                      | miasto ►               | miasto        | sokólski         | –                  | 1333           |
|      | Orla                        | m-ko w gm. wiejskiej ► | miasteczko    | bielski          | Orla               | 1518           |
|      | Ostrołęka                   | miasto                 | miasto        | ostrołęcki       | –                  | 9145           |
|      | Ostrów                      | miasto                 | miasto        | ostrowski        | –                  | 13 425         |
|      | Piaski                      | m-ko w gm. wiejskiej   | miasteczko    | wołkowyski       | Piaski             | 1776           |
|      | Porozów                     | m-ko w gm. wiejskiej   | miasteczko    | wołkowyski       | Porozów            | 1793           |
|      | Porzecze                    | m-ko w gm. wiejskiej   | miasteczko    | grodzieński      | Porzecze           | 1098           |
|      | Przerośl                    | wieś w gm. wiejskiej   | osada miejska | suwalski         | Przerośl           | 750            |
|      | Raczki                      | wieś w gm. wiejskiej   | osada miejska | augustowski      | Dowspuda           | 1558           |
|      | Radziłów                    | wieś w gm. wiejskiej   | osada miejska | szczuczyński     | Radziłów           | 1983           |
|      | Rajgród                     | miasto                 | miasto        | szczuczyński     | –                  | 2163           |
|      | Roś                         | m-ko w gm. wiejskiej   | miasteczko    | wołkowyski       | Roś                | 822            |
|      | Sejny                       | miasto                 | miasto        | sejneński        | –                  | 2254           |
|      | Sidra                       | m-ko w gm. wiejskiej   | miasteczko    | sokólski         | Sidra              | 897            |
|      | Siemiatycze                 | miasto                 | miasto        | bielski          | –                  | 5694           |
|      | Skidel                      | miasto                 | miasteczko    | grodzieński      | –                  | 2907           |
|      | Sokoły                      | miasto                 | miasto        | wysokomazowiecki | –                  | 2207           |
|      | Sokółka                     | miasto                 | miasto        | sokólski         | –                  | 6086           |
|      | Sopoćkinie                  | wieś w gm. wiejskiej   | osada miejska | augustowski      | Wołłowiczowce      | 1774           |
|      | Starosielce                 | miasto                 | miasto        | białostocki      | –                  | 2422           |
|      | Stawiski                    | miasto                 | miasto        | kolneński        | –                  | 3017           |
|      | Suchowola                   | miasto                 | miasto        | sokólski         | –                  | 2457           |
|      | Supraśl                     | miasto                 | miasto        | białostocki      | –                  | 2322           |
|      | Suraż                       | miasto                 | miasto        | białostocki      | –                  | 1180           |
|      | Suwałki                     | miasto                 | miasto        | suwalski         | –                  | 16 780         |
|      | Szczuczyn                   | miasto                 | miasto        | szczuczyński     | –                  | 4502           |
|      | Sztabin                     | wieś w gm. wiejskiej   | osada miejska | augustowski      | Sztabin            | 500            |
|      | Śniadowo                    | wieś w gm. wiejskiej   | osada miejska | łomżyński        | Śniadowo           | 869            |
|      | Świsłocz                    | miasto                 | miasteczko    | wołkowyski       | –                  | 2935           |
|      | Trzcianne                   | m-ko w gm. wiejskiej   | miasteczko    | białostocki      | Michałowo          | 1434           |
|      | Tykocin                     | miasto                 | miasto        | wysokomazowiecki | –                  | 2993           |
|      | Wasilków                    | miasto                 | miasto        | białostocki      | –                  | 3903           |
|      | Wąsosz                      | wieś w gm. wiejskiej   | osada miejska | szczuczyński     | Wąsosz             | 1746           |
|      | Wizna                       | wieś w gm. wiejskiej   | osada miejska | łomżyński        | Wizna              | 2670           |
|      | Wiżajny                     | wieś w gm. wiejskiej   | osada miejska | suwalski         | Wiżajny            | 1396           |
|      | Wołkowysk                   | miasto                 | miasto        | wołkowyski       | –                  | 11 100         |
|      | Wołpa                       | m-ko w gm. wiejskiej   | miasteczko    | grodzieński      | Wołpa              | 1731           |
|      | Wysokie Mazowieckie         | miasto                 | miasto        | wysokomazowiecki | –                  | 3214           |
|      | Zabłudów                    | miasto                 | miasto        | białostocki      | –                  | 2821           |
|      | Zambrów                     | miasto                 | miasto        | łomżyński        | –                  | 6160           |
|      | Zaręby Kościelne            | wieś w gm. wiejskiej   | osada miejska | ostrowski        | Zaręby Kościelne   | 1630           |
|      | Zelwa                       | miasto ►               | miasteczko    | wołkowyski       | –                  | 2064           |